# The Warm Up
The Warm Up è il secondo mixtape del rapper statunitense J. Cole, pubblicato nel 2009 da Dreamville e dalla Roc Nation.

## Ricezione
| Recensione       | Giudizio   |
| ---------------- | ---------- |
| Robert Christgau | **         |
| Complex          | favorevole |
| RapReviews       | [ 3 ]      |
| XXL              | favorevole |

Dopo aver ascoltato il brano Lights Please, Jay-Z porta J. Cole nella sua Roc Nation prima dell'uscita del mixtape: è il primo artista a firmare per l'etichetta. Ciò porta una certa notorietà al rapper, tra lo stupore e lo scetticismo dei media specializzati cementati dal fatto che diversi artisti lanciati in precedenza da Jay-Z non hanno poi avuto seguito all'interno della scena musicale. Il mixtape, composto da «acuti giochi di parole», «testi e contenuti intriganti e rime intelligenti», dimostra la coerenza e l'abilità di J. Cole e gli vale diversi riconoscimenti. Il critico musicale Robert Christgau recensisce positivamente il mixtape assegnandogli una menzione onorevole (due stelle). Generalmente, la critica elogia il secondo lavoro dell'artista.
Tra le tracce salienti dell'album, oltre agli omaggi a Reasonable Doubt dello stesso Jay-Z con delle elogiate versioni personali di Dead Presidents e Can I Live, anche Lights Please, Grown Simba, I Get Up e Get Away.

## Tracce
Testi e musiche di J. Cole eccetto dove indicato.
1. Intro (The Warm Up) – 1:47 – J. Cole
2. Welcome – 2:20 – Cole
3. Can I Live – 3:21 – Syience
4. Grown Simba – 3:52 – Cole
5. Just To Get By – 1:37 – Kanye West
6. Lights Please – 4:27 – Cole
7. Dead Presidents II – 3:34 – Ski Beatz
8. I Get Up – 4:54 – Cole
9. World Is Empty – 2:55 – Cole
10. Dreams (featuring Brandon Hines) – 4:25 – Cole
11. Royal Flush – 1:27 – Cole
12. Dollar and a Dream II – 4:21 – Cole
13. Water Break (Interlude) – 2:19 – Cole
14. Heartache – 3:01 – Elite
15. Get Away – 3:17 – Cole
16. Knock Knock – 1:54 – West
17. Ladies (featuring Lee Fields & The Expressions) – 3:22 – Cole
18. Til' Infinity – 2:11 – A-Plus
19. The Badness (featuring Omen) – 2:37 – Cole
20. Hold It Down – 4:17 – Cole
21. Last Call – 7:32 – West
22. Losing My Balance (Bonus Track) – 4:16 – Cole